# Альгодоніт
Альгодоніт — мінерал, арсенід міді з формулою: Cu6As. Це сіро-білий мінерал з металевим блиском, що кристалізується в гексагональній системі. Він має твердість за шкалою Мооса 4 та питому вагу 8,38–8,72.
Вперше альгодоніт було описано 1857 року за знахідкою у срібній копальні «Альгодонес» (Кокімбо, Чилі).